# Kolíček na prádlo

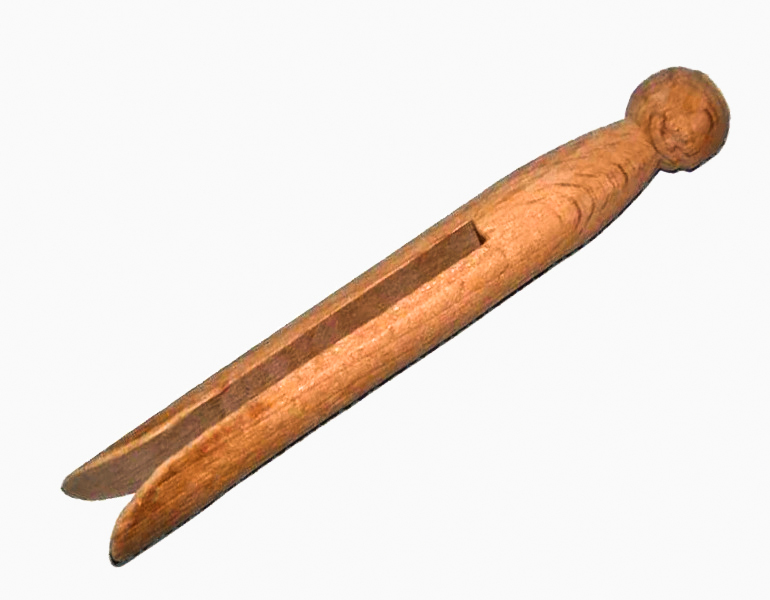
Jednodílný dřevěný kolíček

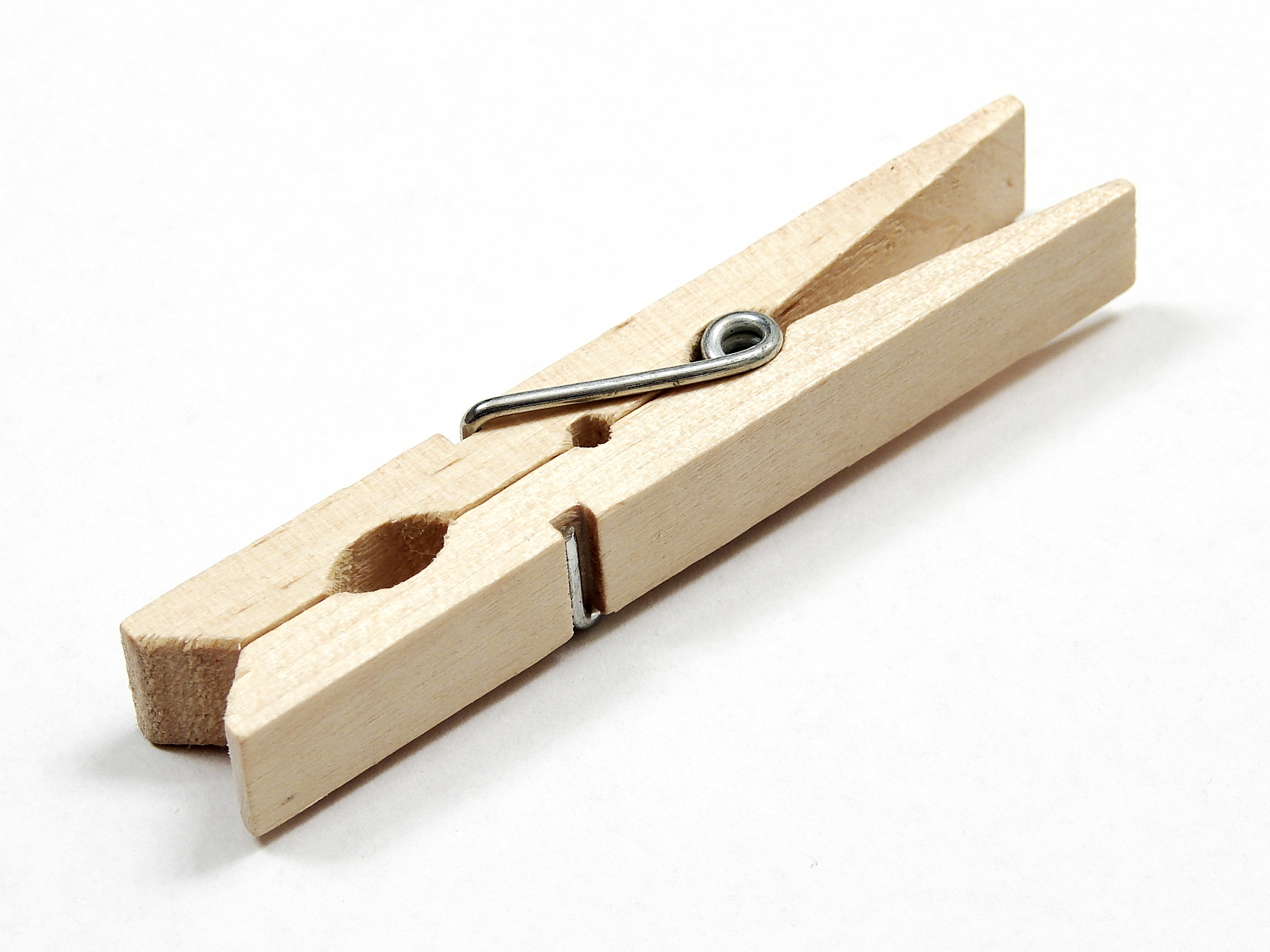
Obvyklý trojdílný kolíček

Kolíček na prádlo, prádelní kolíček, kramlík, klamerka je drobná technická pomůcka používaná při sušení vypraného prádla. Slouží k přechodnému přichycení prádla a jiných textilií na prádelní šňůru během jeho sušení. V zásadě může být dvou různých typů.

## Jeden kus bez pérka
Kolíček bez pérka je jednodušší a také starší varianta. Je vyroben pouze z jednoho kusu dřeva (nebo jiného vhodného materiálu) s hlubokým zářezem ve tvaru písmene „U“ nebo „V“ (vidlička). Zářez slouží jako jednoduchá svorka či sponka, využívá se zejména jak přirozené pružnosti materiálu, tak i úhlu opásání mezi textilií a použitou prádelní šňůrou.
Jeho konstrukce je velice jednoduchá a v minulosti jej bylo možné vyrábět i podomácku svépomocí pomocí sekery, nože a dalších jednoduchých ručních nástrojů.

## Tři kusy s pérkem
Modernější a složitější varianta užívaná v současnosti. Kolíček se skládá ze dvou protilehlých stejných kusů (starší kolíčky byly dřevěné, současné kolíčky bývají obvykle vyrobeny z plastu), oba protilehlé díly tvoří dvojitou dvouzvratnou páku. Přítlak mezi oběma částmi vytváří pružinový díl vyrobený z kovu, který zároveň drží oba díly pohromadě ve správné poloze.

## Externí odkazy

Kolík na prádlo